# 동남아시아 경기 대회 축구
동남아시아 경기 대회 축구는 1959년 동남아시아 반도 경기 대회부터 정식 종목으로 채택되었다. 여자는 1985년 대회에 정식 종목으로 했다가 1995년에 다시 정식 종목으로 채택되었다. 남자는 2001년 대회에서는 23세 이하로 
출전하다가 2017년부터는 22세 이하로 출전하는것으로 바뀌었다.

## 메달 집계

### 남자
| 순위 | 국가       | 금메달 | 은메달 | 동메달 | 합계 |
| ---- | ---------- | ------ | ------ | ------ | ---- |
| 1    | 태국       | 16     | 6      | 5      | 27   |
| 2    | 말레이시아 | 6      | 6      | 7      | 19   |
| 3    | 미얀마     | 5      | 4      | 5      | 14   |
| 4    | 베트남     | 3      | 7      | 6      | 16   |
| 5    | 인도네시아 | 3      | 5      | 5      | 13   |
| 6    | 싱가포르   | 0      | 3      | 7      | 10   |
| 7    | 라오스     | 0      | 0      | 1      | 1    |